# KOA (radiostation)
KOA (850 AM, "Newsradio 850 KOA") är en lokal kommersiell radiostation på AM-bandet baserad i Denver, Colorado. Radiostationen drivs av företaget Clear Channel och går, på grund av dess starka radiosignal, under smeknamnet "the Blowtorch of the West" (på svenska ungefär "blåslampan i väst").
Radiostationen utgår ifrån ett pratradioformat med ett programutbud som består dels av nationellt syndikerade program, såsom Rush Limbaugh, och dels av lokalt producerade program, främst av dessa "The Mike Rosen Show", ett politiskt pratradioprogram lett av Mike Rosen, rankad av branschtidningen Talkers Magazines lista över de 100 viktigaste pratradiopersonligheterna i USA år 2008 på plats 82.